# Ingolfiella ischitana
Ingolfiella ischitana is een vlokreeftensoort uit de familie van de Ingolfiellidae. De wetenschappelijke naam van de soort is voor het eerst geldig gepubliceerd in 1973 door Schiecke.